# وائل عباس
وائل عباس (عربی: وائل عباس؛ (زاده: ۱۴ نوامبر ۱۹۷۴) در مصر به دنیا آمد. او یک روزنامه‌نگار و بلاگ‌نویس و فعال حقوق بشری مصری است.

## فعالیت‌ها
وائل عباس در سطح جهانی شناخته شده‌است که وبلاگهایش در «میسر دیجیتال» (آگاهی مصری) منتشر می‌شد. وائل عباس یکی از ماجراهای آزار و شکنجه زنان را گزارش کرد و چندین صحنه از وحشیگری پلیس را به صورت نوار ویدئوئی در سطح وسیع پخش نمود. این کار او موجب افشای شکنجه‌های پلیس و محکومیت آن گردید، و در نتیجه دولت مصر برای او مزاحمت‌هائی ایجاد کرد و حساب‌های یوتیوب و یاهوی او را در سپتامبر سال ۲۰۰۷ موقتاً بست که البته بعداً یوتیوب او بازسازی شد و بسیاری از ویدئوهای او منتشر گردید.

## جایزه‌ها و افتخارات
در سال ۲۰۰۸ عباس دعوت رئیس‌جمهور آمریکا جرج بوش را رد کرد. مرکز بین‌المللی روزنامه‌نگاران در روز ۲۴ اوت سال ۲۰۰۷ اعلام کرد که عباس برنده جایزه این مرکز است. او برنده جایزه دیده‌بان حقوق بشر هلمن در سال ۲۰۰۸ بود. عباس توسط تلویزیون سی ان ان بنام مرد سال ۲۰۰۷ خاورمیانه نامگذاری شد. بی‌بی‌سی او را تأثیرگذارترین فرد در سال ۲۰۰۶ معرفی کرد. او برنده جایزه مردم مصر علیه فساد در سال‌های ۲۰۰۵/۲۰۰۶ معرفی شد.